# Contulmo
Contulmo – miasto w Chile, w regionie Biobío, w prowincji Concepción.